# 四条大桥

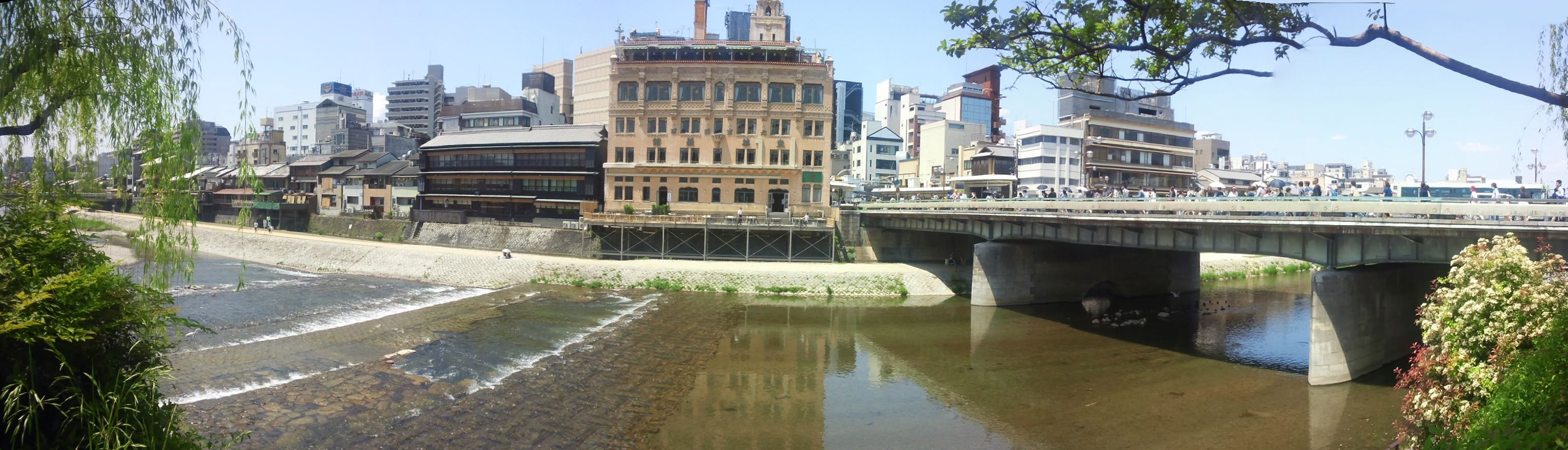

四条大桥（日语：／ Shijō Ōhashi */?）是日本京都市鴨川上的一座桥梁，四条通从此经过。四条大桥始建于1142年（永治2年），目前的钢板桁桥建于1942年。这里交通很拥挤，东面有祇園、八坂神社、南座，鴨川西岸有四条河原町中心商业区。

## 歴史

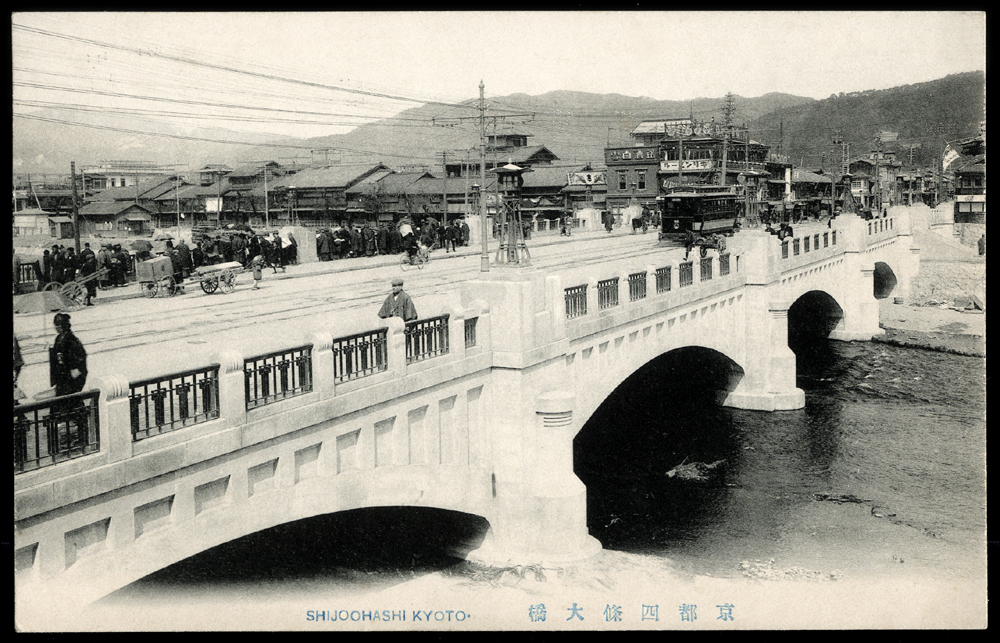
大正時代絵葉書
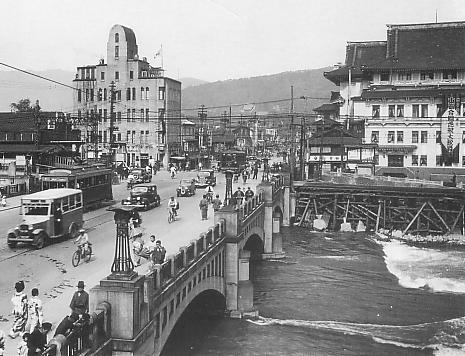
1935年頃
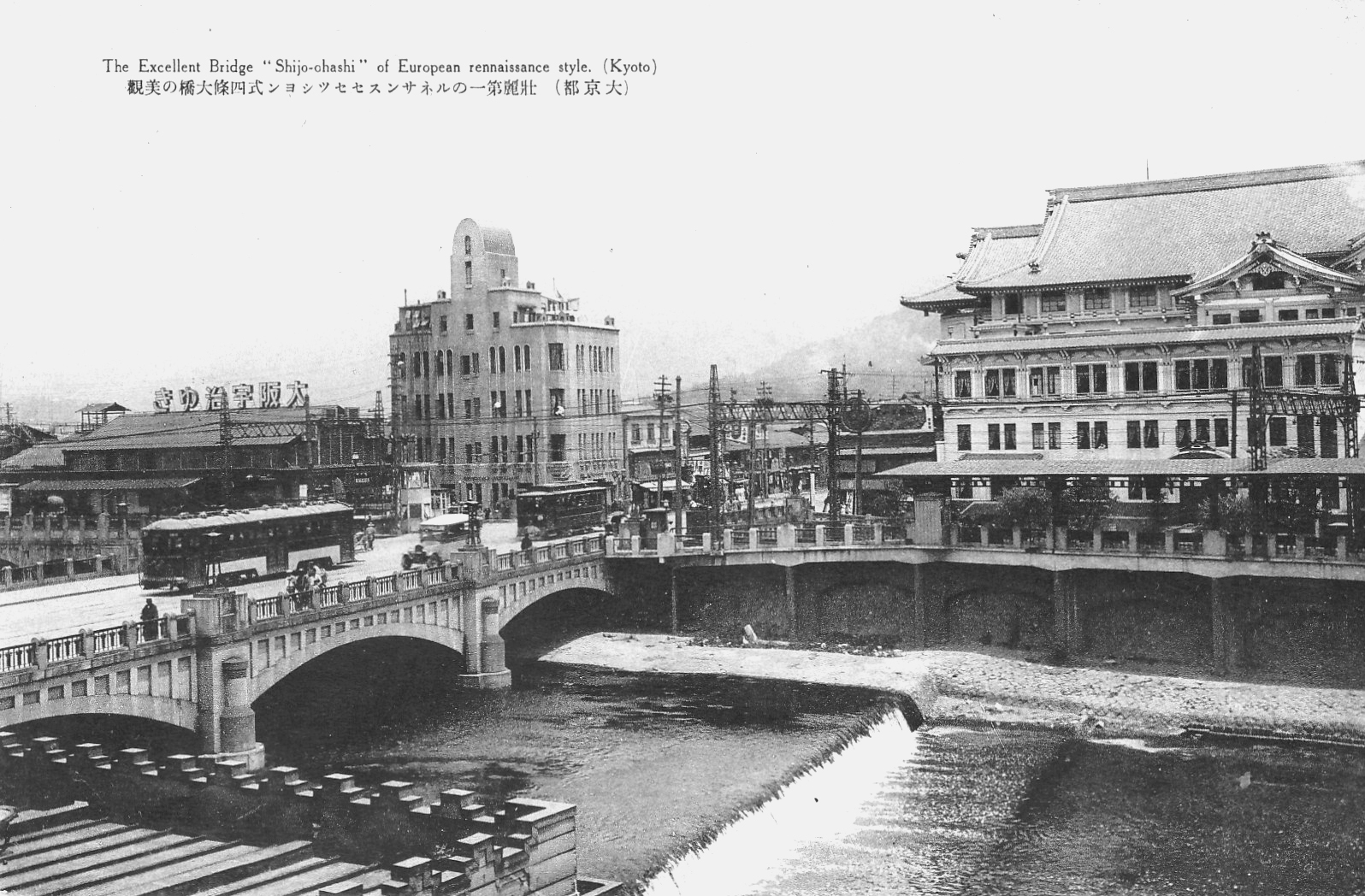
南座

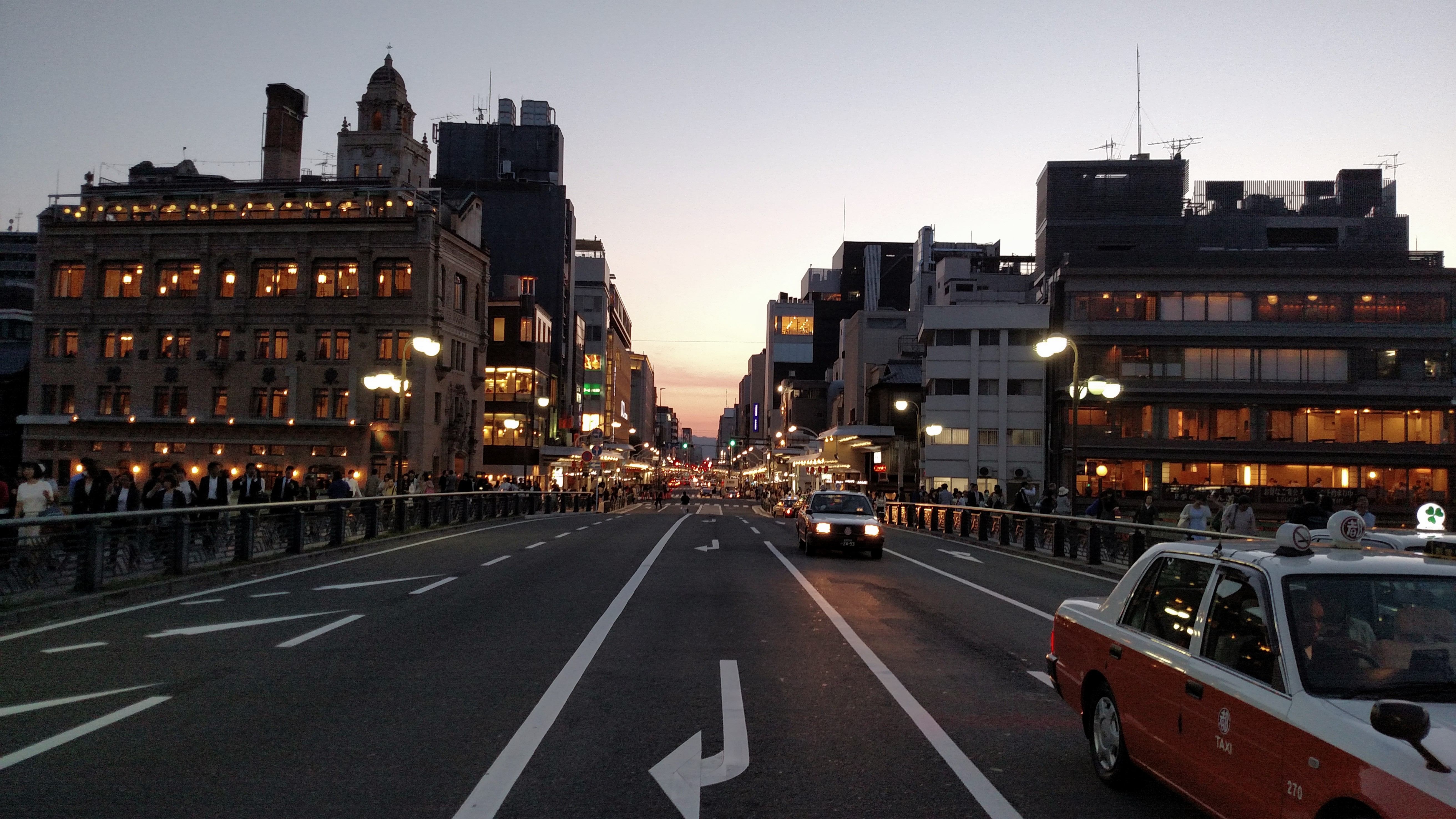
東岸から河原町方面
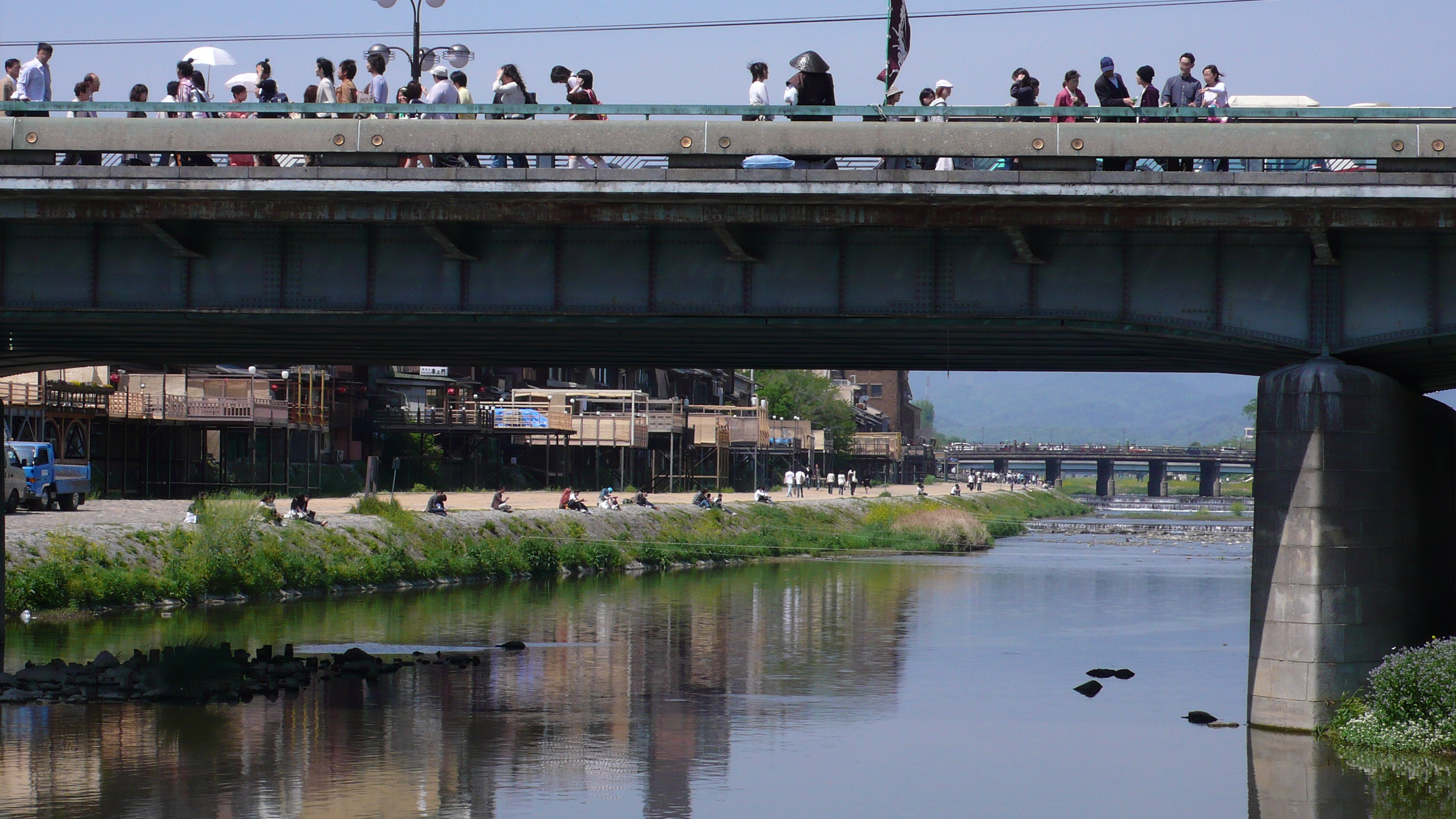
橋脚と桁

## 关于四条大橋的艺术品
- 『烏龍派出所』（秋本治）

## 脚注
1. ↑  佐和隆研; 奈良本辰也; 吉田光邦; ほか. . 淡交社. 1984: 456.